# Musica Reservata (ensemble musical)
Musica Reservata est un ensemble britannique de musique ancienne fondé au milieu des années 1950 par le musicologue Michael Morrow (1929-1994) avec John Beckett et John Sothcott.

## Membres
- John Beckett, clavecin, citole, organetto
- Grayston Burgess, chant (haute-contre)
- Ruth David, violon, viole de gambe aiguë
- Desmond Dupré, viole de gambe ténor, luth
- John Frost, chant (baryton)
- Jeremy Montagu, nacaires, percussions
- Michael Morrow, tournebout, cornemuse, luth
- Jantina Noorman, chant (mezzo-soprano)
- Nigel Rogers, chant (tenor)
- John Sothcott, flûte à bec, citole
- Daphne Webb, rebec, viole de gambe basse

## Discographie
- John Dunstable and his contemporaries, Music of the early Renaissance, Michael Morrow/Purcell Consort of Voices, Grayston Burgess, Turnabout 1966
- French Court Music of the Thirteenth Century, Argo/Decca 1968
- Medieval Music & Songs of Troubadors, 1968
- Metaphysical tobacco, songs ands dances by Dowland, East, Holborne, Michael Morrow, Purcell Consort of Voices, Grayston Burgess, 1968
- To Entertain a King / Music to Entertain Henri VIII, Michael Morrow/Purcell Consort of Voices, Grayston Burgess, 1968
- Music from the 100 Years' War, Philips 1968
- Musique d’Eglise et de Taverne, du Moyen-Age à la Renaissance, 1970
- A Florentine Festival, Michael Morrow & John Beckett, Argo/Decca 1971
- Dufay, Music from the Court of Burgundy, Philips 1971
- Josquin des Prés, Argo/Decca 1976